# NYSE Arca Oil Index
Der NYSE Arca Oil Index (früher AMEX Oil Index) Tickersymbol XOI, ist ein preisgewichteter Aktienindex der führenden Unternehmen, die an der Exploration, Produktion und Entwicklung von Erdöl beteiligt sind. Er veranschaulicht die Leistung der Ölindustrie anhand von Änderungen in der Summe der Preise der Komponentenaktien.

## Geschichte
Der Index wurde mit einem Basisstand von 125 zum 27. August 1984 entwickelt.

## Zusammensetzung
Folgende Unternehmen waren Teil des Indexes:
| Unternehmen          | Symbol |
| -------------------- | ------ |
| Hess Corporation     | HES    |
| Chevron Corporation  | CVX    |
| ConocoPhillips       | COP    |
| Occidental Petroleum | OXY    |
| ExxonMobil           | XOM    |
| TotalEnergies        | TOT    |
| Shell                | RDSa   |
| BP                   | BP     |
| Marathon Oil         | MRO    |
| Marathon Petroleum   | MPC    |
| Valero Energy        | VLO    |
| Repsol               | REP    |
| Sunoco               | SUN    |
| Ecopetrol            | EC     |
| Petrobras            | PBR    |
| Phillips 66          | PSX    |
| PetroChina           | PTR    |
| Equinor              | EQNR   |
| Suncor Energy Inc    | SU     |